# Prozessionsaltar (Oberthulba, Hintere Torstraße)

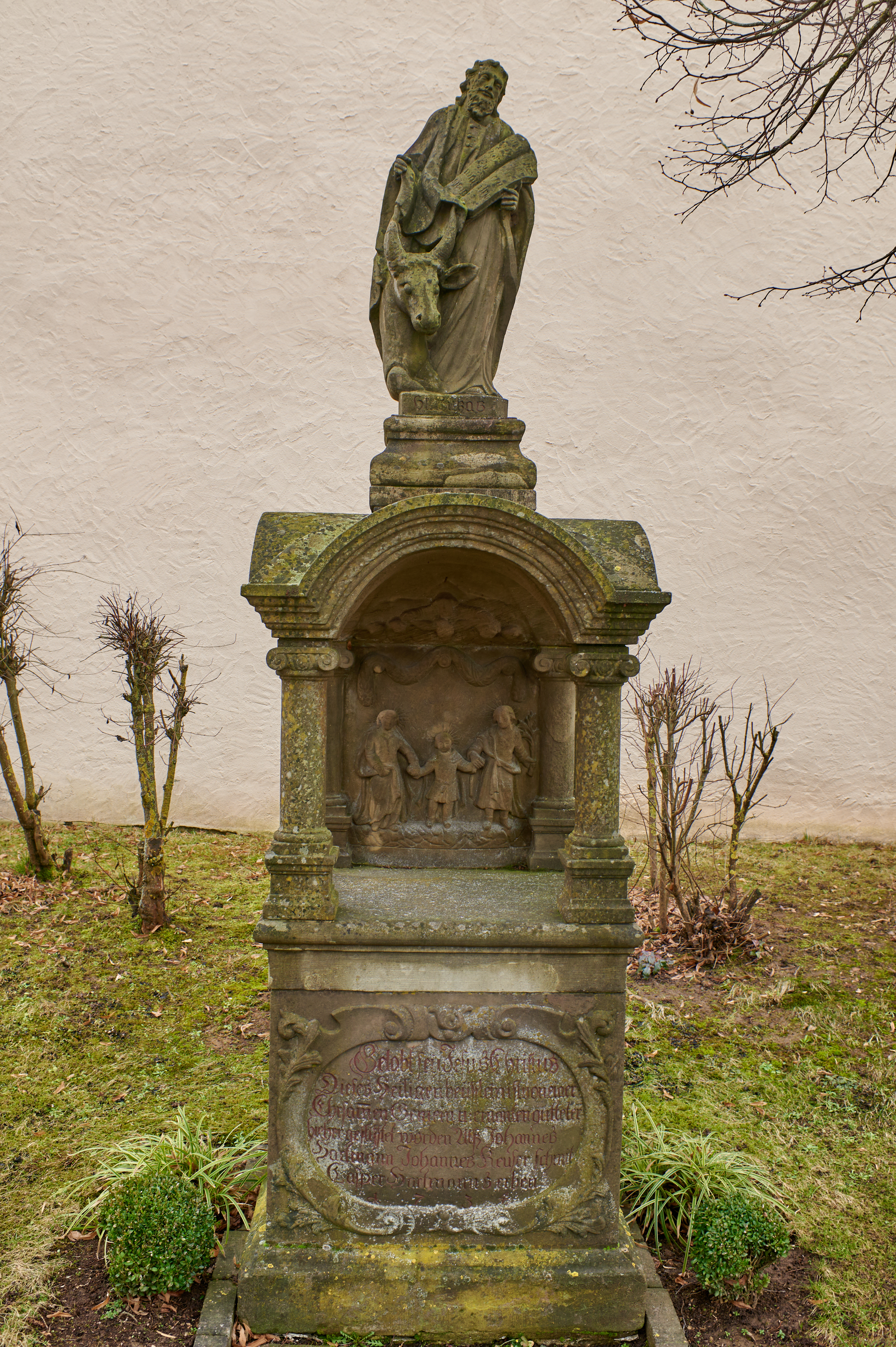
Prozessionsaltar in der Hinteren Torstraße in Oberthulba.

Der Prozessionsaltar in der Hinteren Torstraße befindet sich in Oberthulba, einem Markt im unterfränkischen Landkreis Bad Kissingen in Bayern in der Hinteren Torstraße.
Er gehört zu den Baudenkmälern in Oberthulba und ist unter der Nummer D-6-72-139-2 in der Bayerischen Denkmalliste registriert.

## Beschreibung
Der Prozessionsaltar besteht aus gelbem Sandstein und entstand im Jahr 1734.
Der Sockel des 250 cm hohen Altars hat die Abmessungen 80 cm × 60 cm × 60 cm. Das Relief zeigt die Heilige Familie sowie den Heiligen Geist als Taube, Gottvater und die Engelschar. Auf der Rundbogenbedachung befindet sich die Bekrönungsfigur des hl. Lukas.
Die Blende am Sockel trägt folgende Inschrift:
«IM JAHRE 1734 VON EINER EHRSAMEN GEMEIN GESTIFTET WORDEN......ALS JOHANNES HARTMANN, JOHANNES KAISER.....CASPAR HARTMANN ERBEN. GELOBT SEY JESUS CHRISTUS.»